# Otto Hörner
Otto Ludwig Hörner (* 28. Februar 1884 in Karlsruhe; † 20. Januar 1945 in Ettlingen) war ein deutscher Schlosser und Kioskbesitzer. Er wurde als Gerechter unter den Völkern ausgezeichnet.

## Leben
Otto Ludwig Hörner wurde als Sohn eines Tagelöhners und Steinhauers am 28. Februar 1884 in Karlsruhe geboren und wuchs in der Südstadt auf. Er machte eine Lehre zum Schlosser und heiratete 1913 Margarete Emma Krause. Um das Jahr 1925 übernahm er einen Kiosk in der Karlsruher Südstadt. 1935 starb Margarete. Hörner hatte am nördlichen Stadtrand von Ettlingen in einer Gartensiedlung ein Wochenendhaus, in diesem versteckte er ab 1942 mehrere Juden, um sie vor der Deportation zu schützen. Ab 1942 wohnten das Ehepaar Loebels und die beiden Kinder Hannelore und Ellen im Wochenendhaus. Von 1944 lebten zwei Jungen, Paul und Jakob, die aus einem Kinderhaus in Berlin fliehen konnten, ebenfalls im Wochenendhaus. Ihre Mutter versteckte sich bei Rudolf Zogelman. Die Schwägerin von Hörner übernahm die Versorgung der Versteckten. Hörner starb am 20. Januar 1945 kurz vor der Befreiung Ettlingens durch die französischen Truppen. Im August 1945 wurde der Weg, der zum Wochenendhaus führt, nach Hörner benannt. Am 27. November 2002 wurde Hörner, gemeinsam mit Zogelman, vom Yad Vashem als Gerechter unter den Völkern ausgezeichnet. Eine Platte an der Friedhofsmauer in Ettlingen erinnert an die Geschichte von Hörner.

## Ehrungen
- 1945: Weg in der Gartensiedlung in Ettlingen wird umbenannt in Otto-Hörner-Weg
- 2001: eine Straße in Ettlingen wird nach ihm benannt[2]
- 2001: Gerechter unter den Völkern, Akten-Nr. 9845